# 顾毓琇故居
31°34′20″N 120°17′51″E / 31.57235°N 120.29760°E
顾毓琇故居位于中国江苏省无锡市梁溪区学前街3号（原虹桥湾，大门原位于鱼腥巷1号，现为方便参观而改后门为大门），为无锡顾氏祖居，由顾鸿逵主持兴建于清嘉庆十二年（1807），原有惟善、燕誉、亲仁三堂，分别供顾鸿逵及其弟顾汾、顾灏居住（顾毓琇出自于顾汾一支），1905年又在东侧建宝善堂。今仅存燕誉堂，1988年顾毓琇为纪念其母王镜苏（字诵芬）而改名诵芬堂。部分建筑因周边道路拓宽被拆除，现存东侧四进（每进均为五开间）和西侧的怀椿阁，暖阁等，占地面积968平方米，建筑面积848平方米。2002年12月由顾氏后人捐赠于无锡市政府，2004年2月-2006年4月进行修缮，现为顾毓琇纪念馆。